# Saunders A.3 Valkyrie
Le Saunders A.3 Valkyrie était un grand hydravion biplan trimoteur britannique doté d'une coque en bois. Conçu pour répondre à une Specification publiée par le Ministère de l'Air (Air Ministry), il ne se montra pas adapté à une production en série et permit de confirmer le fait que les coques en métal étaient un meilleur choix pour une production de masse.

## Conception et caractéristiques
Le Valkyrie fut conçu en réponse à la Specification 22/24 du Ministère de l'Air britannique, concernant un grand hydravion de patrouille maritime et d'emploi général. Saunders reçut une commande pour un exemplaire prototype pour essais en février 1925. L'A.3 était un biplan trimoteur doté d'une coque d'une seule partie à deux niveaux. La partie demeurant hors de l'eau était de section circulaire. La partie immergée, quand l'hydravion était à flot, était en forme de V et munie d'un redent pour faciliter le déjaugeage. Le fuselage n'avait pas de cloisons internes et était délibérément conçu pour être flexible, afin de pouvoir absorber une partie des chocs à l'amerrissage, mais il disposait tout de même d'une section rigide en dessous des ailes. Comme pour les autres avions en bois de Saunders, la coque du Valkyrie était recouverte de contreplaqué cousu de type « Consuta », un procédé révolutionnaire qui faisait merveille à l'époque.
L'avion emmenait un équipage de cinq personnes. Il y avait une paire de cockpits ouverts avec une double commande très en avant du bord d'attaque des ailes. En dessous, vers l'arrière et dans le fuselage, se situaient les postes du navigateur et de l'opérateur radio, tandis qu'en s'éloignant encore un peu, en arrière du bord de fuite des ailes, se trouvaient deux emplacements pour des mitrailleurs, en tandem mais décalés le long de l'axe longitudinal de l'avion. Chacun servait une mitrailleuse mobile défensive Lewis Mark I de 7,7 mm (calibre .303 British) montée sur affût Scarff. Le poste du mitrailleur de nez était équipé de la même manière. Il y avait des couchettes et de l'espace pour les cinq membres de l'équipage dans la partie rigide de la coque. La dérive était de grandes dimensions et angulaire, portant le plan horizontal rectangulaire à entretoises dotés de gouvernes de profondeur sans masses d'équilibrage. La dérive portait également une grande et proéminente gouverne de lacet, avec une surface faisant office de servocommande sur les stabilisateurs,.
Les ailes étaient de même envergure et quasiment sans décalage (stagger, en anglais), avec une légère flèche sur la section extérieure aux moteurs. Ces sections extérieures avaient chacune deux groupes d'entretoises simples, supportaient des ailerons équilibrés sur les plans inférieurs et supérieurs, et un ballonnet de stabilisation, de section en forme de V installé à l'extrémité de l'aile inférieure. Les ailes avaient une structure en bois recouverte de toile, de même que la section centrale supérieure de l'avion. La section centrale de l'aile inférieure était recouverte de Consuta, montée sur un pylône relié à la coque, et reliée à celui-ci par de grands supports en N. Les sections centrales étaient jointes par trois groupes de supports en acier en V, qui supportaient également les trois moteurs V12 à refroidissement liquide Rolls-Royce Condor IIIA (en) de 680 ch (505 kW) chacun, montés entre les ailes.

## Histoire opérationnelle
Le Valkyrie vola pour la première fois vers le mois de juin 1926, aux mains de Franck Courtney, puis arriva aux essais du Ministère de l'Air à la fin du printemps 1927, où son évaluation globale fut peu enthousiaste. Néanmoins, en août le Valkyrie se joignit à une expédition en Scandinavie, organisée par l'escadrille de mise au point des hydravions de la RAF (Flying Boat Development Flight), à laquelle il participa aux côtés des hydravions Blackburn Iris, Short Singapore et Supermarine Southampton. Cette expédition aida le Ministère de l'Air à prendre la décision que le futur des hydravions appartiendrait désormais aux appareils à coque en métal, plutôt qu'à ceux ayant des coques en bois, qui avaient la particularité d'absorber de l'eau pendant leur carrière et alourdissaient inutilement les avions. L'unique exemplaire du Valkyrie fut démantelé en 1929.